# Каюков Степан Якович
Степан Якович Каюков (рос. Степан Яковлевич Каюко́в; 1 серпня 1898, Саратов, Російська імперія — 22 січня 1960, Москва, Російська РФСР) — російський актор. Народний артист Росії (1949).
Виступав на сцені з 1914 р.
Знімався у кіно з 1931 р.

## Фільмографія
Знімався у фільмах:
- «Юність Максима»
- «Інженер Гоф»
- «Подруги»
- «Маска»

та інших.
Грав в українських кінокартинах:
- «Велике життя» (1939, Усинін)
- «Трактористи» (1939, Кирило Петрович)
- «Олександр Пархоменко» (1942, Ламичев)
- «Максимко» (1953, старший офіцер)
- «Команда з нашої вулиці» (1953, Перевалов)
- «Нові пригоди Кота у чоботях» (1957, Патисоне)